# Mollerussa (kommunhuvudort)
Mollerussa är en kommunhuvudort i Spanien.   Den ligger i provinsen Província de Lleida och regionen Katalonien, i den östra delen av landet, 400 km öster om huvudstaden Madrid. Mollerussa ligger 250 meter över havet och antalet invånare är 14 319.
Terrängen runt Mollerussa är platt.Runt Mollerussa är det ganska glesbefolkat, med 38 invånare per kvadratkilometer. Närmaste större samhälle är Balaguer, 19,0 km norr om Mollerussa. Trakten runt Mollerussa består till största delen av jordbruksmark.